# Zeuxidamos
Zeuxidamos nebo Zeuxidámos (starořecky Ζευξίδαμος) byl (podle Pausania) králem Sparty z královského rodu Eurypontovců. Vládl přibližně v polovině sedmého století před Kr.
Historik a geograf Pausanias z druhého století píše, že Zeuxidamos byl vnukem a také nástupcem krále Theopompa, neboť jeho otec Archidamos zemřel ještě před tím, než se mohl ujmout vlády. Nástupcem Zeuxidama, jak dále píše Pausanias se stal jeho syn Anaxidamos.
Ale historik Herodotos uvádí zcela jiné pořadí králů Sparty z rodu Eurypontovců v Rodokmenu krále Leótychida II.
Nedostatek písemných pramenů tohoto období dějin Sparty a navíc jejich nespolehlivost, neumožňuje historikům zaujmout společný postoj v otázce jednotného seznamu králů Sparty dynastie Eurypontovců.